# Handelsman Johanna
Johanna Peterson, född Eriksdotter 30 oktober 1807 i Brodderyd i Ödeshög, död i maj 1899 i gatugårdens mangårdsbyggnad, känd som Handelsman Johanna, var en svensk handelsman från Ödeshög. Handelsman Johanna är en av de mest betydelsefulla personerna för uppkomsten av Ödeshögs samhälle och omnämns ofta som Sveriges första "handelskvinna".

## Biografi
Johanna var dotter till nämndemannen Nils Eriksson och dennes hustru Stina Samuelsdotter. År 1824 gifte hon sig med drängen Jonas Peterson, senare hemmansägare och kyrkvärd. Paret bosatte sig i Ödeshög och fick nio barn och fyra fosterbarn. 
Från 1836 drev Johanna en handelsbod från parets bostad Gatugården. Hon blev mycket framgångsrik, kom så småningom att äga nio gårdar, och gjorde affärsresor utomlands. Hon beskrivs som stridbar, resolut och bestämd, men också generös och godhjärtad, och alltid klädd i svart sidenklänning. 
Hon genomdrev att torgdagar hölls på tisdagar i Ödeshög, att orten fick ett apotek, att dess torg blev stensatt och att en hamn och telegrafstation (1873) byggdes i Hästholmen. Hon grundade också krogen Schweizeriet vid Hästholmen. Johanna blev ruinerad genom bankkraschen i slutet av 1870-talet och gjorde då konkurs.    
Hon avled i gatugårdens mangårdsbyggnad, som hennes dotter då ägde (senare kallat Lööfska huset). Hon begravdes på Ödeshögs kyrkogård. Då var alla affärer stängda och samhället flaggade på halv stång. "Kistan syntes knappt under alla kransar och buketter."

## Eftermäle
1962 fastställde länsstyrelsen att Handelsman Johanna skulle få ett kvarter uppkallat efter sig, mitt i Ödeshögs centrum – en heder för att hon verkat där åren 1824–1899. Hennes namn och minne har under senare tid uppmärksammats genom Hantverkshuset Johanna, Johannastatyn av Calle Örnemark, en väggmålning i centrala Ödeshög som föreställer Johanna i sin affär, Johannamarknaden samt korandet av Årets Johanna.

### Hantverkshuset Johanna
År 1983 på sommaren öppnade Hantverkshuset Johanna i de centrala delarna av Ödeshög. Efter cirka tioalet år lades Hantverkshuset ner av ekonomiska skäl.

### Johannastatyn
4 m hög träskulptur av konstnären Calle Örnemark, utlånad till Hantverkshusets idégivare Gunilla Norlen och Kerstin Elg. Johannastatyn stod först vid Hantverkshuset men flyttades senare till Hästholmen. Det rådde delade meningar om vem som stod som ägare till statyn, vilket förde det med sig att statyn inte fick något underhåll. Den blev slutligen i så dåligt skick att det bedömdes att den inte gick att rädda och uppeldades av Ödeshögs kommun efter vad som säges medgivande av konstnären.

### Johannamarknaden
Johannamarknaden är ett av de ännu kvarlevande minnena av Handelsman Johanna och arrangeras årligen under juli i Ödeshög.

### Årets Johanna
Stiftelsen Ingeborg och Folke Lööfs minnesfond utser varje år Årets Johanna till minnet av Handelsman Johanna. Förtjänsttecknet inrättades 1984.
Det är stiftelsens önskan är att Årets Johanna ska vara en förebild för unga kvinnor som växer upp i Ödeshög idag. Årets Johanna ska vara handlingskraftig och driftig i vardagen.
Årets Johanna får ett förtjänsttecken i form av ett smycke föreställande Handelsman Johanna, vilket delas ut vid en ceremoni den 6 juni i samband med sillunchen på torget.